# هاري ماك
هاري ماك (بالإنجليزية: Harry Mack)، من مواليد (17 فبراير 1990) المعروف باسم هاري ماك، هو مغني راب ومنتج أمريكي. عرف بأسلوبه الارتجالي في موسيقى الراب الحرة، حيث ابتكر أغاني من خلال استخدام الإشارات المرئية من محيطه المباشر، وكذلك من الكلمات والعبارات التي يقدمها جمهوره من حوله. كان صعوده إلى الشهرة مدفوعا بسلسلة من مقاطعه الحرة التي انتشرت على YouTube، والعديد من مقاطع الفيديو التي حصل فيها على ملايين المشاهدات عبر YouTube.

## حياته الشخصية
ولد هاري في بورتلاند بولاية أوريغون الولايات المتحدة الامريكية. في سن ال 12، بدأ هو وبعض الأصدقاء من المنطقة تكوين فرقة الراب التي أطلق عليها لقب "MC Wundur". استمروا في الأداء معا طوال سنوات دراستهم الثانوية، وهو الوقت الذي التحق فيه ماك بمدرسة أوليسيس إس جرانت الثانوية، حيث تابع الإيقاع بالإضافة إلى الاستمرار في موسيقى الراب. بعد تخرجه من المدرسة الثانوية، ذهب ماك لدراسة طبول الجاز في مدرسة USC Thornton للموسيقى في جامعة جنوب كاليفورنيا.

## مسيرته المهنية
ظهر هاري في الأضواء لأول مرة في 17 ديسمبر 2016 عندما نشر
صديقه الموسيقي جاكوب مان مقطع فيديو بعنوان ""Bounce House" Car Freestyle. وقام جاكوب مان بنشر المقطع فيديو على YouTube من هذا المشهد الشهير للترويج لإحدى أغانيه بعنوان "Bounce House"، ونشره على YouTube، وحصل على أكثر من 100الف مشاهدة في أقل من ساعة.
استمر ماك في نشر سلسلتين باستمرار. أولها بعنوان "Guerilla Bars"، وهي سلسلة يقابل ماك الغرباء في الأماكن العامة، ويصوغ موضوع موسيقى الراب الخاصة به حول ما يراه بالإضافة إلى الكلمات التي يطلب من الجمهور تقديمها. بالإضافة إلى ذلك، لديه سلسلة أخرى تسمى "Wordplay Wednesday". كل ليلة أربعاء ، يقوم ماك بالبث مباشرة على YouTube و يغني لساعات بناء على الكلمات التي يختارها المتابعون.
في سبتمبر من عام 2017 ، كان هاري ضيفا على برنامج Ellen DeGeneres Show. كتب جمهورها كلمات عشوائية لهاري على بطاقات جديلة ، وقامت إلين في رفعها واحدة تلو الأخرى، وقام ماك بربط الكلمات وقام بالغناء من خلال الكلمات التي القيت له على خشبة المسرح أمام جمهور الاستوديو. في نفس العام ، دخل هاري في شراكة مع Red Bull Music. قام بموسيقى الراب في شاطئ البندقية ورصيف سانتا مونيكا، وأخذ جمهور ريد بول في جولة حرة في لوس أنجلوس.
في يونيو من عام 2019، ذهب ماك في برنامج "Inside PBC Boxing" على قناة Fox Sports وهو ضيف في ذلك اليوم من العرض، بالإضافة إلى مضيفي العرض. كان هذا ترويجا لنزال باكياو ضد كيث ثورمان التي جرت في 20 يوليو 2019.

## الألبومات الرسمية
أصدر ماك أول ألبوم استوديو له ، "Contens under pressuer" ، في 18 يناير 2019.
في عام 2017 اصدر اغناني فردية مثل Proof و Not Ready و "On Lock. وفي عام 2019 اصدر Napoleon Hill و ''90 Degrees و Day zero و Cooking up.